# Oxyethira sagittifera
Oxyethira sagittifera är en nattsländeart som beskrevs av Friedrich Ris 1897. Oxyethira sagittifera ingår i släktet Oxyethira och familjen smånattsländor. Arten är reproducerande i Sverige. Inga underarter finns listade i Catalogue of Life.